# Lappedykkere
Lappedykkere (latin: Podicipedidae) er en familie af fugle, der er udbredt med omkring 20 arter over næsten hele verden, især i de tempererede områder. Tre arter er uddøde siden 1500-tallet. Familien er den eneste i ordenen Podicipediformes.

## Fællestræk
Lappedykkere tilbringer hele deres liv på vandet, hvor de både sover og søger deres føde. Det er trækfugle, der uden for træktiden sjældent går på vingerne. De flyver da i lige linje med fremstrakt hals og meget hurtige vingeslag. De kan kun lette fra en vandflade og lander altid igen på vandet, aldrig på land. De går dårligt, idet de rejser sig lodret op og alene støtter på tæerne, ikke på mellemfoden, der omtrent holdes lodret.
Lappedykkere yngler ved ferskvand, hvor en flydende rede bygges, fasthæftet til siv. Fuglene er strengt monogame og opfører i parringstiden særprægede parringsspil, idet de kurtiserer med rejste fjertoppe og udstøder særegne skrig. Parringen foregår altid på reden. De 3-8 æg er aflange og lidt tilspidsede mod begge ender. De små unger hviler ofte på forældrenes ryg.
Føden består især af små fisk, haletudser, frøer og vandinsekter, men også plantefrø og dele af vandplanter.

## Klassifikation
- Familie Lappedykkere Podicipedidae
  - Slægt Podiceps
    - Gråstrubet lappedykker, Podiceps grisegena
    - Toppet lappedykker, Podiceps cristatus
    - Nordisk lappedykker, Podiceps auritus
    - Sorthalset lappedykker, Podiceps nigricollis
    - Stor lappedykker, Podiceps major 
    - Sølvlappedykker, Podiceps occipitalis 
    - Juninlappedykker, Podiceps taczanowskii 
    - Hættelappedykker, Podiceps gallardoi 

  - Slægt Tachybaptus
    - Lille lappedykker, Tachybaptus ruficollis
    - Tricolored Grebe (engelsk navn), Tachybaptus tricolor[1]
    - Sortstrubet lappedykker Tachybaptus novaehollandiae
    - Madagaskarlappedykker, Tachybaptus pelzelnii
    - Dværglappedykker, Tachybaptus dominicus

  - Slægt Aechmorphorus
    - Vestlig lappedykker, Aechmorphorus occidentalis
    - Gulnæbbet lappedykker, Aechmorphorus clarkii

  - Slægt Rollandia
    - Hvidkindet lappedykker, Rollandia rolland
    - Titicacalappedykker, Rollandia microptera 

  - Slægt Poliocephalus
    - Gråhovedet lappedykker, Poliocephalus poliocephalus
    - Newzealandsk lappedykker, Poliocephalus rufopectus

  - Slægt Podilymbus
    - Tyknæbbet lappedykker, Podilymbus podiceps